# Ústupové bydlení
Ústupové bydlení je druh ubytování, které je poskytováno občanům v obtížných životních situacích. Takoví lidé, velmi často důchodci, nejsou schopni sami zvládnout své závazky, ale přesto jsou i nadále evidováni jako řádní plátci nájemného. Tato metoda řešení bytové situace nezatěžuje nízký rozpočet seniorů a umožňuje jim důstojný život.
Ústupový byt bývá malometrážní a občan jej získává po opuštění původního většího a dražšího bytu.